# ط
‎（阿拉伯语：‎）是阿拉伯字母中的第16個字母，屬於太陽字母。

## 概要

### 字源
源於腓尼基字母𐤈，與希伯來字母「ט」和希臘字母「Θ」同源。與「ظ」的差別僅在點的有無。

### 讀音
在現代標準阿拉伯語中發音為咽化清齒齦塞音/tˤ/或/ᵵ/。

### 字體變化
依據字母在詞語位置的不同，其書寫形式也會有所變化：
| 在词语中的位置：        | 独立 | 尾部 | 中部 | 首部 |
| ----------------------- | ---- | ---- | ---- | ---- |
| 誊抄体： （显示异常？） | ط‎    | ـط‎   | ـطـ‎  | طـ‎   |
| 波斯体： （显示异常？） | ط‬    | ـط‬   | ـطـ‬  | طـ‬   |